# Вержуково
Вержуково (горномар. Вӹржӹкäн) — деревня в Горномарийском районе Марий Эл Российской Федерации. Входит в состав Емешевского сельского поселения.
Численность населения — 88 чел. (2015 год).

## География
Располагается в 3 км от административного центра сельского поселения — села Емешево.

## История
Марийское название связано с именем первопоселенца «Выржык». Впервые «околодок Вержуково (Ошкан)» с 31 двором упоминается в 1859 году.

## Население
| 2002 | 2010 | 2013 | 2014 | 2015 |
| ---- | ---- | ---- | ---- | ---- |
| 89   | ↗91  | ↘79  | ↗87  | ↗88  |